# Ogygoptynx
Ogygoptynx – rodzaj wymarłych ptaków z rzędu sów (Strigiformes), pochodzących z późnego paleocenu, około 58 milionów lat temu. Skamieniałości znaleziono w Ameryce Północnej (USA – Kolorado). Przedstawiciel tego rodzaju, Ogygoptynx wetmorei, to najstarszy znany gatunek sowy.

## Etymologia
Ogygo- pochodzi od Ogygesa, mitycznego greckiego władcy, a -ptyx oznacza sowę.